# Anna Nordqvist
Anna Maria Nordqvist (Eskilstuna, 10 juni 1987) is een Zweeds golfprofessional. Ze debuteerde in 2009 op zowel de LPGA Tour als de Ladies European Tour.

## Loopbaan
Voordat Nordqvist een golfprofessional werd in 2008, had ze een succesvol golfcarrière bij de golfamateurs in Europa en Verenigde Staten. Ze won enkele golfprijzen waaronder het "Swedish Junior Player of the Year" (2004, 2005) en het "Swedish Amateur of the Year" (2005). Daarnaast won ze ook het British Girls' Open Amateur Championship in 2005 en behaalde een bronzen medaille op het Europees Kampioenschap in 2005.
In december 2008 behaalde Nordqvist een 25ste plaats op de LPGA Final Qualifying Tournament en kreeg hiervoor een speelkaart voor de LPGA Tour. In januari 2009 won ze de Ladies European Tour Final Qualifying School en kreeg hiervoor een speelkaart voor de Ladies European Tour (LET). Sindsdien speelt ze op beide golftours.
Op 14 juni 2009 behaalde Nordqvist haar eerste LPGA-zege door het McDonald's LPGA Championship te winnen. Het was tevens een major van de LPGA. In april 2010 won ze samen met haar landgenote Sophie Gustafson de European Ladies Golf Cup, een golftoernooi dat deel uitmaakt van de LET.

## Prestaties

### Professional
LPGA Tour
| Nr. | Datum            | Toernooi                     | Score           | Score | Info            |
| --- | ---------------- | ---------------------------- | --------------- | ----- | --------------- |
| 1   | 14 juni 2009     | McDonald's LPGA Championship | 66-70-69-68=273 | –15   | Eerste profzege |
| 2   | 22 november 2009 | LPGA Tour Championship       | 70-68-65=203    | –13   |                 |
| 3   | 23 februari 2014 | Honda LPGA Thailand          | 66-72-67-68=273 | –15   |                 |
| 4   | 30 maart 2014    | Kia Classic                  | 73-68-67-67=275 | –13   |                 |
| 5   | 31 mei 2015      | ShopRite LPGA Classic        | 67-69-69=205    | –8    |                 |

Ladies European Tour
| Nr. | Datum         | Toernooi                 | Score | Score | Info                                                                                          |
| --- | ------------- | ------------------------ | ----- | ----- | --------------------------------------------------------------------------------------------- |
| 1   | 25 april 2010 | European Ladies Golf Cup | 267   | –21   | Won samen met Sophie Gustafson de play-off van het Australische duo Karrie Webb en Karen Lunn |
| 2   | 17 april 2011 | European Ladies Golf Cup | 267   | –21   | Met Sophie Gustafson                                                                          |

Overige
- 2010: The Mojo 6 (Niet officieel golftoernooi van de LPGA Tour)

| major |

## Teamcompetities
Amateur
- Espirito Santo Trophy ( SWE): 2006, 2008 (winnaars)

Professional
- Solheim Cup ( EU): 2009, 2011 (winnaars), 2013 (winnaars)
- International Crown ( SWE): 2014